# Holló Eszter
Holló Eszter (Jászladány, 1926. június 14. – Ráckeve, 2008. május 30.) magyar színésznő.

## Pályafutása
1954-ben szerezte diplomáját a Színművészeti Főiskolán. Már főiskolás korában az Úttörő Színházban és az Ifjúsági Színházban játszott. 1954-ben az Állami Déryné Színházhoz, valamint a hódmezővásárhelyi Petőfi Színházhoz került, majd 1957-ben a Vidám Színpadhoz szerződött, amelynek 1978-as nyugalomba vonulásáig tagja maradt. Főleg gyermek- és komikaszerepeket alakított. Első házasságából született fia Záhorszky Ferenc (1953), második férje Patay László festőművész.

## Főbb szerepei
- Hólabda (Ljubimova)
- Manci (Zágon I.–Nóti K.–Eisemann M.: Hyppolit, a lakáj)
- Éva (Gádor B.–Görgey G.–Fényes Sz.: Részeg éjszaka)
- Már egyszer tetszett, kabaré, Vidám Színpad, 1961[4]